# Gauchsmühle (Feucht)
Gauchsmühle ist ein Gemeindeteil des Marktes Feucht im Landkreis Nürnberger Land (Mittelfranken, Bayern). Gauchsmühle liegt in der Gemarkung Moosbach.

## Geografische Lage
Die Einöde Gauchsmühle liegt im Tal des namensstiftenden Gauchsbaches inmitten des Feuchter Forstes, einem Teilgebiet des Lorenzer Reichswaldes, der zum südlichen Nürnberger Reichswald gehört. Der Gemeindeteil liegt an der Staatsstraße 2239, die nach Feucht (3 km südwestlich) bzw. nach Penzenhofen führt (3,8 km östlich). Anfang des 19. Jahrhunderts war Gauchsmühle noch etwa 500 m weiter östlich verortet, wie aus der Bayerischen Uraufnahme hervorgeht.

## Geschichte
Gauchsmühle liegt an einem der bereits zu karolingischer Zeit fassbaren Handelswege, die von Schwabach über Feucht nach Altdorf führten. Erste schriftliche Überlieferungen datieren aus dem Jahr 1505, wobei der dort erwähnte Herrensitz bereits auf einigen Wohlstand und somit auf eine sehr lange Vorgeschichte schließen lassen. Ab dieser Zeit verlief dort für etwa 300 Jahre (von 1505 bis 1806) die häufig umkämpfte Reichsgrenze zwischen den Gebieten der Nürnberger Patrizier und jenen der Ansbacher Markgrafen (siehe historische Karte von 1505).

Reichsstädtisches Landgebiet Nürnbergs 1505–1806

Im Mai 1552 wurde die Ansiedelung im zweiten Markgrafenkrieg vollständig zerstört, wobei die spärlich überlieferten Beschreibungen auf eine ehemals stattliche, mehrgeschossige Niederungsburg schließen lassen.
1504 wurde noch kein Sitz bei der Mühle erwähnt, doch 1508 ist erstmals ein Herrensitz des Stefan Gabler zur reichslehnbaren Gauchsmühle genannt. 1528 wurde Paul Themar von Kaiser Karl V. mit der Gauchsmühle belehnt. 1535 räumte der Nürnberger Bürgermeister Paulus Grundherr der Reichsstadt das Öffnungsrecht ein über sein „haus auf der Gauchsmühl, das mit mauern umfangen ist“. Kurz zuvor hatte er Sitz und Mühle von Paulus Thymer erworben. 1536 wurde Grundherr von König Ferdinand I. belehnt. Jedoch wurde das Gut im Zweiten Markgrafenkrieg am 29. Mai 1552 zerstört. Später tat sich der Besitzer als Nürnberger Kriegsrat bei der Eroberung der markgräflichen Plassenburg und der Stadt Schweinfurt hervor, was den erzürnten Markgrafen veranlasste, alle Landgüter der Familie Grundherr einzuziehen und vorübergehend seinem Rat Wolf von Truppach zu übergeben, wobei er über Reichslehen gar nicht hätte verfügen dürfen. 1599 wurde der alte Sitz als „zerrissene und baufällige“ Ruine eines Turmhauses beschrieben.

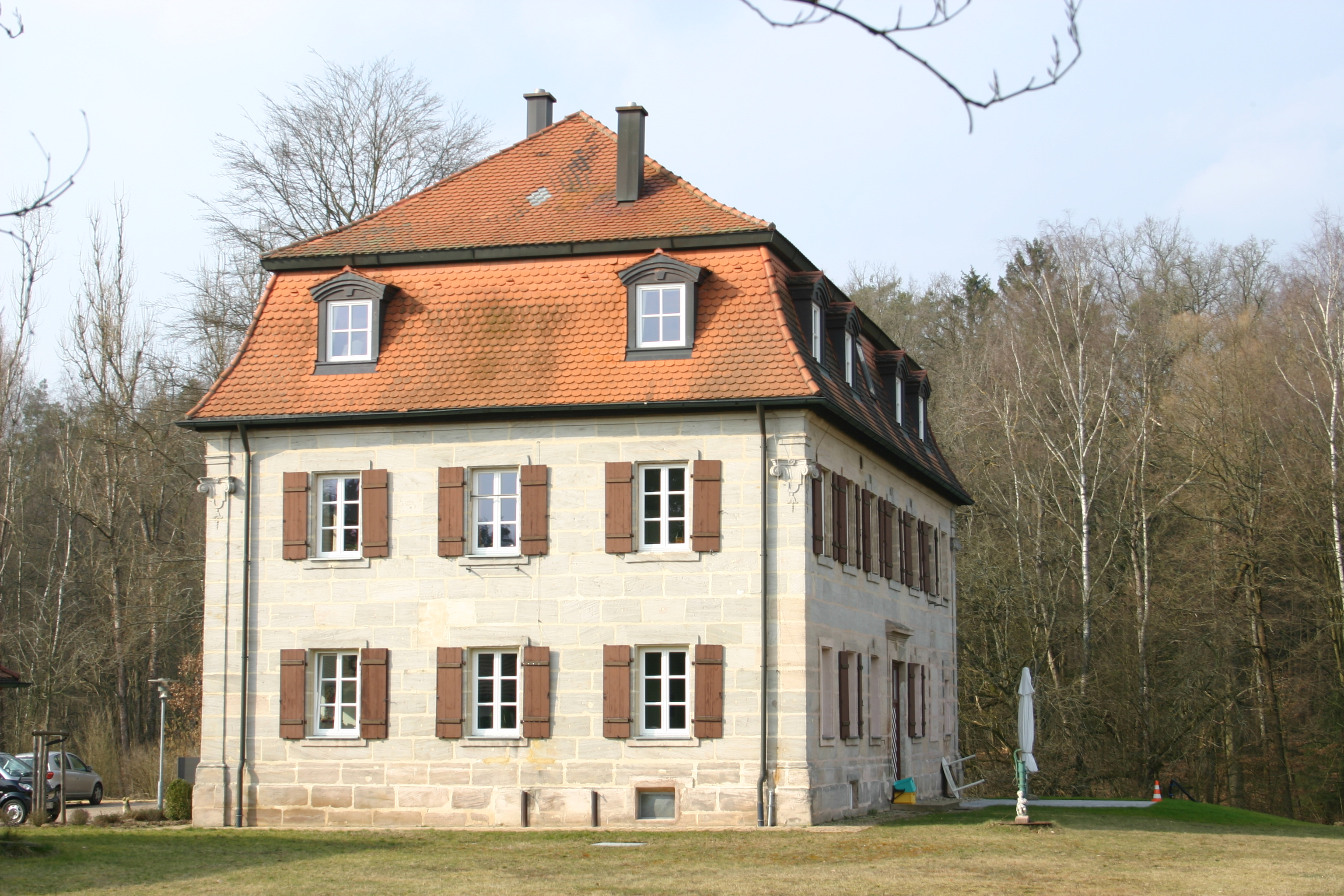
Herrensitz Gauchsmühle

Nachdem der Sitz nicht wiederhergestellt worden war, baute Paulus Grundherr nach 1567 das Wohnhaus des Müllers für seine Bedürfnisse um. Dieser Bau wurde 1744 abgerissen und durch einen barocken Neubau nach Entwurf des Nürnberger Bauinspektors Büttner ersetzt. Im Innern sind die Wand- und Deckenflächen teilweise stuckiert. Das neue Herrenhaus diente für Aufenthalte der Herrschaft sowie als Wohnung des Voits und des Gutsförsters. 1843 veräußerte die Familie Grundherr von Altenthann und Weiherhaus das Schloss; es ist seither in wechselndem Privatbesitz.
Mit dem Gemeindeedikt (frühes 19. Jahrhundert) wurde Gauchsmühle dem Steuerdistrikt Feucht und der Ruralgemeinde Moosbach zugewiesen. Am 1. April 1971 wurde Gauchsmühle im Rahmen der Gebietsreform in Bayern nach Feucht eingemeindet.
Die im Abstand von einigen Jahrzehnten regelmäßig wiederkehrenden, verheerenden Frühjahrshochwässer lassen den Gauchsbach immer wieder zu einem kräftigen Flüsschen anschwellen, der auch zentnerschwere Lasten wegspülen kann und die Spuren der Geschichte tilgt. Erst Anfang der 1990er Jahre riss dieser beispielsweise die Brücke, die zu dem unmittelbar östlich gelegenen Hahnhof führte, vollständig weg, sodass diese neu gebaut werden musste.
Bis in die frühen 2000er Jahre war der Gasthof als Treffpunkt der Folk-Rock-Szene überregional bekannt und war als brauereifreie geführtes Irish Pub mit stiltypischer Live-Musik noch regelmäßig bewirtschaftet. Nach der Auflassung des Gaststättenbetriebes wurde dieses Anwesen umfassend renoviert und dient seither als Ausstellungsort eines Leuchtenherstellers. Das benachbarte ehemalige Forsthaus hingegen befindet sich schon seit Jahrzehnten in Privatbesitz.

## Baudenkmäler
Die beiden in Gauchsmühle erhaltenen Gehöfte, der ehemalige Gasthof und das frühere Forsthaus weisen deshalb zwar heute nur noch die aus dem 19. Jahrhundert erhaltene Bausubstanz auf, stehen aber dennoch unter Denkmalschutz. Auch ein ortseigenes Backhaus sowie ein Brunnen sind erhalten.

## Persönlichkeiten
- Robert Jarowoy (1952–2020), deutscher Autor und Politiker der Partei Die Linke.